# Usine de tabac reconstitué de Spay
L'usine de tabac reconstitué de Spay est un établissement industriel situé à Spay, dans les Pays de la Loire, en France.
Elle fabrique du tabac reconstitué, produit entrant dans la composition des cigarettes, selon un procédé inspiré des techniques de l'industrie papetière. Leader mondial de ce marché et unique producteur en Europe, ses clients sont les principaux acteurs de l'industrie du tabac au niveau mondial. Elle est exploitée par l'entreprise française LTR Industries, filiale du groupe américain Schweitzer-Mauduit International.
Construite en 1963, l'usine connaît un important développement dans la deuxième moitié du XXe siècle, jusqu'à atteindre une production annuelle de 80 000 tonnes et un effectif de 440 salariés dans les années 2000, et compter parmi les principaux établissements industriels de la région. Elle connaît ensuite une phase de déclin dans les années 2010, au cours de laquelle l'activité diminue de moitié. L'entreprise engage alors une stratégie de diversification et d'innovation pour commercialiser d'autres produits.
L'usine est une source de risque industriel et de nuisances pour l'environnement, notamment de pollution de l'eau, et pour cette raison régulièrement surveillée par les autorités françaises.

## Histoire

### Création de l'usine
L'usine de tabac reconstitué de Spay trouve son origine dans la mondialisation et la concentration de l'industrie du tabac.
Pendant la première moitié du XXe siècle, la société américaine Schweitzer, fondée en 1908 comme importatrice de papier à cigarettes de la France vers les États-Unis, s'est développée en faisant l'acquisition de plusieurs papeteries dans les deux pays. Elle exploite ainsi en France des Papeteries de Malaucène à partir de 1922, et les Papeteries de Mauduit, à Quimperlé, à partir de 1951. L'entreprise familiale est vendue en 1957 au groupe papetier américain Kimberly-Clark.
Les années 1950 voient aussi l'apparition du tabac reconstitué, au carrefour de l'industrie du tabac et de la papeterie. Il s'agit en effet d'utiliser les techniques de fabrication du papier, appliquées à la transformation des résidus de feuilles de tabac en une pâte, qui est étalée en feuille, elle-même séchée et broyée. La matière ainsi produite est réintroduite dans la composition des cigarettes. Le procédé est breveté en 1956 par Peter Schweitzer.
L'usine de Spay, près du Mans dans les Pays de la Loire en France, est construite en 1963, sous le nom Le Tabac Reconstitué, par le groupe Kimberly-Clark. Spécialisée dans la production de tabac reconstitué en feuille, elle est implantée à proximité de la Sarthe car elle consomme une grande quantité d'eau. Elle comprend initialement une seule ligne de production, équipée d'une machine d'une capacité de production de 10 000 tonnes par an.
En 1965, le chiffre d'affaires de l'usine représente l'équivalent de 20 000 € en valeur d'euros 2018.
L'entreprise est un succès, et en 1970, une deuxième machine est installée, portant la capacité de production de l'usine à 30 000 tonnes par an.
La Société d’exploitation industrielle des tabacs et des allumettes acquiert des parts dans la société.

### Transfert et croissance à la fin des années 1990
En 1995, le groupe Kimberly-Clark opère une stratégie de recentrage en se séparant de ses activités liées au tabac par une opération de scission. Celles-ci sont en effet considérées comme une menace juridique par une partie des actionnaires, en raison des effets nocifs du tabac pour la santé humaine, d’autant plus que le cœur de compétence du groupe est constitué des produits d'hygiène personnelle. Les activités liées au tabac de Kimberly-Clark, qui représentent 10 usines dans plusieurs pays et 5,5 % du chiffre d’affaires du groupe, sont scindées dans une société anonyme de droit américain nommée Schweitzer-Mauduit International (SWM), dont les actions sont initialement distribuées aux actionnaires de Kimberly-Clark. L'usine de tabac reconstitué de Spay fait partie des établissements ainsi séparés,.
L'année 1997 est particulièrement profitable pour LTR Industries, devenue filiale de SWM. Elle réalise un chiffre d'affaires de près de 500 millions de francs, contre 389 millions de francs en 1996, et emploie 332 salariés en effectif mensuel moyen, contre 290 salariés l'année précédente. Premier fabricant mondial de tabac reconstitué, elle enregistre un taux de rentabilité exceptionnel de 42,57 %. Son produit est commercialisé aux grandes entreprises du tabac, principalement en Europe de l'Ouest.
Au niveau de la maison mère, le groupe Schweitzer-Mauduit International mène une stratégie de développement ambitieuse de 1995 à 1997, puis connaît des difficultés financières entre 1997 et 2001. Celles-ci sont cependant étrangères à l'usine de tabac reconstitué de Spay, dont le produit connaît un succès croissant. LTR Industries atteint ainsi en 2001 un chiffre d'affaires de 84,1 millions d'euros, supérieur de 8,9 % à celui de l'année précédente, et dégage une marge nette de 18,5 %. Elle compte 390 salariés.

### Extension au début des années 2000
Le groupe Schweitzer-Mauduit International renoue avec la croissance à partir de 2002, ce qui lui permet d'investir de nouveau dans sa filiale française de tabac reconstitué.
En 2002, LTR Industries met aux normes la station d'épuration de l'usine de Spay, pour un montant de 5,3 M€.
Surtout, l'extension de l'usine est engagée la même année afin d'installer une troisième ligne de production, les deux lignes existantes étant exploitées à leur pleine capacité. La nouvelle installation a une capacité de production de 33 000 tonnes par an, portant la capacité totale de l'usine à 85 000 tonnes par an. L'extension représente 25 000 mètres carrés supplémentaires, dont une moitié sont occupés par la nouvelle machine, l'autre moitié par les quais et halles de stockage. La surface bâtie atteint ainsi 55 000 mètres carrés, et la surface imperméabilisée passe de 8,7 à 14,5 hectares. L'investissement représente 57,8 millions d'euros soit 59,2 millions de dollars,,.
L'augmentation de l'activité conduit à une augmentation de ses conséquences dommageables sur l'environnement et en particulier sur l'eau de la Sarthe qui approvisionne le site. L'usine de tabac reconstitué prélevait auparavant 300 mètres cubes d'eau par heure ; ce chiffre double après son extension en 2003. Environ 95 % de l'eau prélevée est restituée dans le milieu après traitement par la station d'épuration de l'usine.
Les rejets de polluants sont également en hausse, faisant de l'usine l'une des principales sources de pollution de l'eau en région Pays de la Loire. En août 2005, des dysfonctionnements de la station d’épuration conduisent à la pollution de la Sarthe par des substances chimiques. La société LTR Industries est condamnée à 20 000 euros d'amende, dont 5 000 euros avec sursis, et à verser 9 000 euros de dommages-intérêts à deux associations de protection de l'environnement en 2009.

### Phase d'expansion de la fin des années 2000
Fin 2007, la Société d'exploitation industrielle des tabacs et des allumettes (Seita), vend sa participation de 28 % au capital de LTR Industries à Schweitzer-Mauduit International pour un montant de 35 millions d'euros. Cette dernière, qui détenait déjà 72 % des actions, devient ainsi propriétaire de la totalité de l'entreprise à compter du 31 janvier 2008.
L'usine de Spay connaît une forte croissance de son activité en 2007 et 2008. Sa production annuelle passe de 47 000 tonnes à 78 000 tonnes. Elle détient 60 % des parts de marché du tabac reconstitué, pour un chiffre d'affaires de 128 millions d'euros. 56 % de la production a pour destination l'Europe de l'Ouest. Elle embauche cinquante personnes supplémentaires, portant son effectif à 440 salariés.
L'usine de Spay est temporairement en perte de vitesse en 2009, ce que ses dirigeants attribuent à la concurrence mondiale. Une restructuration de l'usine est mise en œuvre, de traduisant par la suppression de neuf postes. La même année, le groupe Schweitzer-Mauduit International ferme les Papeteries de Malaucène, qui fabriquaient du papier à cigarettes.
En 2010, deux salariés de l'usine sont poursuivis pour trafic de tabac, qu'ils auraient dérobé dans l'entreprise .
En 2010, le chiffre d'affaires de l'usine atteint 141 millions d'euros ; elle emploie 400 salariés et produit près de 80 000 tonnes de tabac reconstitué. La consommation de tabac est en baisse aux États-Unis et en Europe en raison de sa nocivité, mais la baisse des ventes est compensée par l'augmentation du tabagisme en Asie, notamment en Russie et en Chine. L'entreprise compte parmi ses clients Philip Morris International et la China National Tobacco Corporation.
En 2011, l'usine est dotée d'une chaudière biomasse, pour un coût de 6 millions d'euros dont 25 % de subventions publiques de l'Ademe. L'équipement, alimenté en bois, doit fournir 40 % des besoins en énergie du site, par substitution au gaz naturel.
L'activité de tabac reconstitué atteint son apogée en 2012, avec 80 000 tonnes commercialisées.

### Déclin du tabac reconstitué dans les années 2010
À partir de 2012, l'usine de tabac reconstitué de Spay entre dans une situation économique défavorable. Les ventes sont en baisse, ce que ses dirigeants attribuent à la diminution du tabagisme, en raison de ses effets néfastes pour la santé humaine, et à la concurrence de la cigarette électronique.
En 2013, un plan de départs volontaires est adopté afin de supprimer 77 emplois, mais cet objectif n'est pas atteint.
La situation s'aggrave en 2014, avec une baisse des ventes de 40 % en trois ans. La production n'est plus que de 50 000 tonnes annuelles ; l'une des trois machines de l'usine est mise à l'arrêt faute de débouchés, une autre fonctionne à la moitié de sa capacité. En novembre 2014, l'entreprise met en œuvre un plan social pour réduire les effectifs de 68 postes sur 380, dont 22 par cessation anticipée d'activité. Les salariés de l'usine se mettent en grève pendant quatre semaines pour contester le nombre de licenciements et le montant des primes de départ : 80 % du personnel y participe, à l'appel des syndicats CGT et Sud,.
L'année suivante, en 2015, l'entreprise enregistre une légère hausse de ses ventes, avec 53 500 tonnes de tabac reconstitué écoulées, mais elle estime qu'il s'agit d'une reprise temporaire et que la demande va continuer à diminuer.

### Stratégie de diversification à la fin des années 2010
Pour faire face au déclin de son activité, les dirigeants de LTR Industries engagent à partir de 2015 une stratégie de diversification de l'usine de Spay, visant à compenser la baisse des ventes de tabac reconstitué par la fabrication d'autres produits. Elle est associée à une stratégie d'innovation, consistant à développer de nouveaux produits. L’usine accueille un laboratoire de recherche-développement, qui travaille dans deux directions : d’une part la fabrication de tabac chauffé, d’autre part l’utilisation d’autres matières premières végétales telles que le thé ou le cacao. Des investissements sont réalisés à cet effet : en 2015, l’usine est dotée d’une enrouleuse d’essai pour 400 000 euros ; l’année suivante, elle dépense 700 000 euros en amélioration des procédés de séchage en continu.
En 2016, l’entreprise commercialise ainsi un papier d’emballage alimentaire fabriqué à partir de cosses de cacao,.
Dans le même temps, des essais de fabrication de tabac chauffé sont réalisés, mais sans parvenir à un résultat satisfaisant. L'usine réalise un chiffre d'affaires de 88 millions d'euros en 2017 et ne compte plus que 276 salariés, soit une réduction d'une centaine de postes en cinq ans. Elle reste dans une mauvaise situation économique, avec seulement 38 472 tonnes de tabac reconstitué vendues en 2018,.
LTR Industries obtient des subventions de l'État français, à hauteur de 1,5 million d'euros au titre du programme des investissements d'avenir (PIA), et de la région Pays de la Loire à hauteur de 200 000 euros, en février 2020, pour la poursuite de son plan de recherche-développement dans l'usine de Spay, dont le coût total est de 19,6 millions d'euros. La décision est critiquée par les élus d'opposition au conseil régional des Pays de la Loire, au motif qu'il serait contraire à l'intérêt général de subventionner une industrie nuisible à la santé humaine,.

### Rebond de l'activité au début des années 2020
La stratégie de diversification de l'usine de Spay porte ses fruits à partir de 2019. La production de tabac reconstitué a chuté à 42 000 tonnes par an, mais les investissements réalisés permettent de relancer l'usine sur le marché du tabac chauffé, qui est en forte croissance. Grâce à l'adaptation des lignes de production, ce produit représente 30 % du chiffre d'affaires 2021.
L'entreprise poursuit ses investissements, qui s'élèvent à environ 7 millions d'euros entre 2019 et 2022.
En 2021, le chiffre d'affaires de l'usine atteint 80 millions d'euros. La troisième ligne de production, qui n'était plus utilisée depuis 2014, est remise en service. Les effectifs de l'usine progressent également de nouveau : 45 personnes sont recrutées, ce qui porte le nombre de salariés à 310. 
L'année suivante, un espace de travail collaboratif de 377 mètres carrés est aménagé au sein de l'usine pour améliorer les conditions de travail et moderniser l'image de l'entreprise, afin d'attirer et fidéliser le personnel. Conçu par le prestataire spécialisé La Colloc, il se compose d'espaces de travail en commun (salles de réunion et de créativité) et d'espaces de pause (cuisine, espaces de détente),.

## Économie

### Processus de production
La matière première est composée des sous-produits de tabac issus de la fabrication des cigarettes, qui sont fournis par les clients eux-mêmes :
- les « cotes », nervures des feuilles de tabac
- les « scraps », petits morceaux de feuilles
- les poussières de feuilles.

Le procédé industriel consiste d'abord à réceptionner les matières premières, à procéder à leur mélange et à leur broyage, puis à les infuser, c'est-à-dire les mélanger avec de l'eau. Ce mélange forme deux substances : la fibre, une pâte solide, et la liqueur, un jus liquide, qui sont séparées par pressage, de façon similaire à une presse à huile, pour être ensuite traitées séparément,.
Le coeur de la production est la transformation de la pâte en feuille : la pâte subit un raffinage, puis est étalée et pressée. La presse de grandes dimensions, 10 mètres de haut et 100 mètres de long, est similaire à une presse à papier. La feuille, de 3,5 mètres de large et de longueur sans fin, a ainsi après séchage l'aspect d'une feuille de papier,.
La liqueur est concentrée, puis appliquée sur la feuille. Enfin, le tabac ainsi reconstitué est séché, broyé et haché avant d'être stocké en cartons pour être expédié au client final,.
Le tabac reconstitué entre dans la composition des cigarettes en complément aux feuilles de tabac. Il représente 3 % à 20 % de la composition. Il a un intérêt principalement économique pour les fabricants de cigarettes, car il leur permet de réutiliser les sous-produits de leur propre process industriel. Il permet aussi d'influer sur les taux de goudron et de nicotine des cigarettes,.

### Quantités produites
| Date | Valeur | Référence |
| ---- | ------ | --------- |
| 2006 | 47 000 | [ 3 ]     |
| 2008 | 78 000 | [ 3 ]     |
| 2010 | 80 000 | [ 2 ]     |
| 2012 | 80 000 | [ 18 ]    |
| 2014 | 50 000 | [ 21 ]    |
| 2015 | 53 500 | [ 23 ]    |
| 2018 | 38 472 | [ 27 ]    |
| 2021 | 42 000 | [ 30 ]    |

### Chiffre d'affaires
| Date | Valeur | Référence              |
| ---- | ------ | ---------------------- |
| 1996 | 59,3   | 389 millions de francs |
| 1997 | 76,2   | 500 millions de francs |
| 2000 | 77,2   | [ 10 ]                 |
| 2001 | 84,1   | [ 10 ]                 |
| 2008 | 128    | [ 3 ]                  |
| 2010 | 141    | [ 2 ]                  |
| 2017 | 88     | [ 26 ]                 |
| 2021 | 80     | [ 30 ]                 |

### Effectifs
| Date | Valeur | Référence |
| ---- | ------ | --------- |
| 1996 | 290    | [ 9 ]     |
| 1997 | 332    | [ 9 ]     |
| 2001 | 390    | [ 10 ]    |
| 2006 | 390    | [ 3 ]     |
| 2008 | 440    | [ 3 ]     |
| 2009 | 431    | [ 3 ]     |
| 2010 | 400    | [ 2 ]     |
| 2014 | 380    | [ 21 ]    |
| 2017 | 276    | [ 26 ]    |
| 2020 | 260    | [ 30 ]    |
| 2021 | 310    | [ 30 ]    |

### Actionnariat
Avant le 31 janvier 2008 :
- Schweitzer-Mauduit International 72 %
- Société d'exploitation industrielle des tabacs et des allumettes (Seita) 28 %

- Schweitzer-Mauduit International: 78  %
- Société d'exploitation industrielle des tabacs et des allumettes: 22  %

Après le 31 janvier 2008 : Schweitzer-Mauduit International 100 %

## Conséquences sur l'environnement

### Risque industriel
L'usine de tabac reconstitué de Spay est classée SEVESO seuil bas pour le risque de toxicité aiguë catégorie 3 pour les voies d'exposition par inhalation, car elle peut détenir jusqu'à 80 000 tonnes d'acide nitrique à 58 %. Elle est également soumise à autorisation au titre des installations classées pour la protection de l'environnement (ICPE) pour ses installations de combustion, et soumise à enregistrement ou à déclaration de plusieurs autres de ses  produits et équipements,.

### Prélèvement d'eau
L'usine de tabac reconstitué de Spay emploie une grande quantité d'eau. La proximité de la Sarthe a motivé son installation à cet emplacement afin de s'y approvisionner. Les besoins augmentent dans les années 2000 après l'extension de l'usine : elle prélève alors 600 mètres cubes d'eau par heure, deux fois plus qu'avant l'extension. Environ 95 % de l'eau prélevée est restituée dans le milieu après traitement par la station d'épuration.
Ces prélèvements sont une source de préoccupation pour les autorités publiques, car la ressource en eau est limitée. Cette inquiétude s'accroît à partir des années 2010, en raison de l'augmentation des phénomènes de sécheresse dus au changement climatique. Au début des années 2010, l'usine est à elle seule à l'origine de 10 % des prélèvements industriels d'eau en région Pays de la Loire, hors secteur de l'énergie.
En 2017, l'usine de tabac reconstitué prélève 2,8 millions de mètres cubes dans les eaux de surface, auxquelles s'ajoutent 16 000 mètres cubes d'eau potable. Ces niveaux en font l'un des six établissements identifiés comme principaux préleveurs au niveau régional. Ils conduisent l'État français à imposer en 2019 à l'entreprise de réaliser une étude sur son utilisation de l'eau et sur les mesures de réduction des prélèvements à mettre en place, afin de « prendre en considération les intérêts des différents utilisateurs de l'eau » et de « limiter son impact sur le milieu naturel » et sur la disponibilité de l'eau potable,.

### Pollution de l'eau
L'usine de tabac reconstitué de Spay est une source importante de pollution de l'eau. Les industries du tabac et de la papeterie font partie des secteurs identifiés comme les plus polluants pour le milieu aquatique en région Pays de la Loire.
De même que les prélèvements, les rejets polluants augmentent dans les années 2000 après l’extension de l’usine, ce qui conduit à son classement comme établissement prioritaire national par l'État français. En août 2005, des dysfonctionnements de la station d’épuration conduisent à la pollution de la Sarthe, au-delà des normes admises. Les autorités françaises concluent que la société n’était « pas suffisamment préparée et organisée » pour faire face à ces dysfonctionnements et lui imposent de mettre en œuvre de nouvelles mesures de prévention.
Des actions sont effectivement entreprises à la fin des années 2000 pour réduire la pollution émise, en optimisant l'usage de l'eau, en maîtrisant la charge polluante et en améliorant les traitements réalisés par sa station d'épuration. Elles produisent des résultats : entre 2005 et 2010, la quantité de polluants par tonne de produits finis sortant de l'usine est significativement réduite. Pour certaines catégories de polluants (matières en suspension et phosphore), la baisse atteint même 60 %.
Malgré ces progrès, les rejets restent importants dans les années 2010. L'usine de tabac reconstitué de Spay fait partie des 75 établissements à l'origine de la majeure partie des rejets industriels en région Pays de la Loire, et elle figure dans les premiers contributeurs de quatre des cinq principales sources de pollution de l'eau.
- Matières en suspension (MES) : L'usine de tabac reconstitué de Spay rejette 63,3 tonnes de matières en suspension dans le milieu naturel en 2010, ce qui en fait le premier émetteur en région Pays de la Loire. Les rejets ont fortement diminué grâce aux mesures prises dans les années 2000, car ils étaient de 143 tonnes en 2004 avec des dépassements importants des valeurs autorisées. Mais ils restent importants : combinés avec ceux de la papeterie Arjowiggins de Bessé-sur-Braye, ils représentent 20 % des rejets de la région.
- Demande chimique en oxygène (DCO) : L'usine est le principal pollueur de la région pour cette catégorie, avec 805,8 tonnes rejetées dans le milieu naturel en 2010, ce qui représente à elle seule 25 % des rejets de la région. Malgré une station d'épuration performante, elle fait partie des 25 plus grands émetteurs industriels de France.
- Azote total (N) : L'usine émet 56,1 tonnes d'azote total en 2010, ce qui en fait le deuxième contributeur en région Pays de la Loire.
- Phosphore total (P) : L'usine rejette 2 tonnes de phosphore total dans le milieu naturel en 2010, une valeur en forte diminution grâce aux mesures de réduction mises en œuvre : elle était de 9,4 tonnes six ans plus tôt. L'établissement reste le quatrième émetteur au niveau régional ; combiné avec les trois autres, il est responsable de 25 % des rejets.